# Việt Nam tại Olympic Toán học châu Á - Thái Bình Dương APMO
Việt Nam tham dự Olympic Toán học châu Á - Thái Bình Dương APMO lần đầu tiên vào năm 1996 và ngay năm đó Việt Nam xếp hạng cao nhất. Do sự cố về đề thi năm 2001 nên từ năm 2002 cho đến nay Việt Nam không tham gia cuộc thi này nữa.

### Danh sách học sinh Việt Nam đạt giải APMO
Danh sách các học sinh Việt Nam đạt huy chương vàng qua các năm tham dự APMO (từ năm 1996 đến 2001):
1. Ngô Đắc Tuấn, học sinh Hệ trung học phổ thông chuyên, Đại học Khoa học Tự nhiên Hà Nội, năm 1996
2. Lê Quang Nẫm, học sinh Trường Phổ thông Năng khiếu, Đại học Quốc gia Thành phố Hồ Chí Minh năm 1997
3. Đoàn Nhật Dương, học sinh Trường THPT Chuyên Thái Bình, năm 1998
4. Lê Thái Hoàng, học sinh Trường Trung học Phổ thông Chuyên, Đại học Sư phạm Hà Nội năm 1999
5. Nguyễn Trung Lập, học sinh Trường Trung học phổ thông chuyên Vĩnh Phúc, năm 2000
6. Vũ Hoàng Hiệp, học sinh Trường Trung học Phổ thông Chuyên, Đại học Sư phạm Hà Nội, năm 2001.

Danh sách học sinh đạt giải khác:
- Học sinh khối Trung học phổ thông Chuyên - Đại học Vinh[1]:

1. Nguyễn Trí Dũng (APMO 1997)
2. Nguyễn Xuân Tương (APMO 1998)
3. Ngô Anh Tuấn (APMO 1999)
4. Trần Đức Sơn (APMO 2000)
5. Phan Đăng Khoa (APMO 2001)
6. Nguyễn Văn Vương (APMO 2001)

- Trường Trung học phổ thông Chuyên Nguyễn Trãi, Hải Dương:[2]

1. Nguyễn Quang Bằng (Huy chương đồng APMO 2000)
2. Tô Minh Hoàng (Huy chương đồng APMO 2001)

- Trung học phổ thông chuyên Hà Nội - Amsterdam:[3]

1. Trần Minh Anh - (Huy chương đồng APMO 1997)
2. Hà Hồng Hà (Huy chương đồng APMO 1999)
3. Đỗ Trường Giang (Huy chương vàng APMO 2000)

- Trường PTTH Năng Khiếu Trần Phú[4]

1. Nguyễn Anh Quân (Huy chương đồng APMO 2000)
2. Phạm Minh Đức (Huy chương bạc APMO 2001)